# Robert Gulaczyk
Robert Gulaczyk (ur. 8 czerwca 1983 w Trzciance) – polski aktor filmowy i teatralny, od 2025 roku przewodniczący Zarządu Głównego Związku Zawodowego Aktorów Polskich.

## Życiorys
Uczęszczał do I Liceum Ogólnokształcącego im. Marii Skłodowskiej-Curie w Pile oraz chodził do Pilskiego Domu Kultury na zajęcia Teatru Wirtualnego prowadzonego przez Ewelinę Wyrzykowską. W 2006 roku ukończył studia na Wydziałe Lalkarskim PWST w Krakowie - Filia we Wrocławiu. Należał do powstałego na początku wieku we Wrocławiu Teatru Zakładu Krawieckiego, który zakończył swoją działalność. W 2019 roku razem z Magdą Skibą, Zuzą Motorniuk, Rafałem Cieluchem i Pawłem Palcatem postanowił reaktywować Teatr Zakład Krawiecki w Legnicy. W latach 2006-2009 występował w Lubuskim Teatrze im. Kruczkowskiego w Zielonej Górze. W latach 2009-2021 aktor Teatru im. Modrzejewskiej w Legnicy. Momentem przełomowym w jego karierze była rola w filmie, który był nominowany do Oscara i Złotych Globów oraz otrzymał Europejską Nagrodę Filmową dla Najlepszej animacji pełnometrażowej - "Twój Vincent", w którym wcielił się w rolę wybitnego malarza. Jest działaczem Związku Zawodowego Aktorów Polskich, a w 2025 roku został przewodniczący Zarządu Głównego Związku. W 2025 roku nagrał swój pierwszy audiobook "Rok, w którym nie umarłem" Mikołaja Grynberga.

## Filmografia[6]
- 2003: Świat według Kiepskich jako strażak, policjant (odc. 149)
- 2012: III Furie (Spektakl telewizyjny) jako SS-man; Podróżny; Ksiądz
- 2013: Orkiestra (Spektakl telewizyjny) jako Tolo
- 2016: Prosta historia o morderstwie jako "Kudłaty"
- 2017: Twój Vincent jako Vincent van Gogh
- 2018-2019: Znaki jako Paweł Piotrowski, mąż Patrycji, ojciec Katarzyny
- 2018: Zabijanie Gomułki (Spektakl telewizyjny) jako Arcymajster Gulaczyk
- 2018: Wisława Szymborska. Radość pisania
- 2018: Powstanie wielkopolskie. Bitwa o Chodzież jako Włodzimierz Kowalski
- 2018: Autsajder jako więzień polityczny Mietek
- 2018: 1983 jako oficer SB (odc. 1, 2)
- 2019: Interior jako szef kuchni
- 2019: Echo
- 2020: Ojciec Mateusz jako wartownik Witek (odc. 307)
- 2020: Chyłka. Rewizja jako Adam (odc. 3, 6, 7)
- 2021: Chyłka. Oskarżenie jako Adam (odc. 3)
- 2021: Chyłka. Inwigilacja jako Adam (odc. 5, 6)
- 2022: Parada serc jako ochroniarz Jan
- 2022: Komisarz Alex jako Adam Gałązka "Badyl" (odc. 217)
- 2023: Ojciec Mateusz jako Adam Kasprzak (odc. 379)
- 2023: Morderczynie jako podinspektor Klemens Wach (odc. 1-6)
- 2023: Lęk jako mężczyzna w garniturze
- 2023: Joika jako przewodniczący jury konkursu w Warnie
- 2023: Chłopi jako Antek Boryna[8]
- 2024-2025: Królowie jako Fedor
- 2024: Korona królów. Jagiellonowie jako Fedor
- 2024-2025: Barwy szczęścia jako mecenas Szczepan Krajewski
- 2025: Tylko jedno spojrzenie jako "Szrama", człowiek Wespy (odc. 1-5)
- 2025: Sprawiedliwi. Trójmiasto jako Łukasz Szreder
- 2025: Aura jako Alex

## Teatr[9]
- 2005: Salome Wilde Oscar, reż. Alżbeta Tichonova, teatr: Wydziały Zamiejscowe PWST Kraków, Wrocław; rola: Jan
- 2006: The Fantasticks Harvey Schmidt, Tom Jones, reż. Jan Szurmiej,  teatr: Wydziały Zamiejscowe PWST Kraków, Wrocław; rola: Hucklebee
- 2006: Stosunki damsko-męskie Bogacz Szymon, reż. Turkiewicz Szymon, Teatr Zakład Krawiecki, Wrocław; rola: Mężczyzna 2
- 2006: Słowik Andersen Hans Christian, reż. Jacek Pietruski, Lubuski Teatr im. Leona Kruczkowskiego, Zielona Góra; role: Dziadek, Cesarz, Służący
- 2007: Nieprzytomnie Paweł Demirski, reż. Piotr Waligórski, Lubuski Teatr im. Leona Kruczkowskiego, Zielona Góra; rola: Tomasz
- 2007: Pokropek Kozioł Ireneusz, reż. Łazarkiewicz Piotr, Lubuski Teatr im. Leona Kruczkowskiego, Zielona Góra; rola: Siedlecki
- 2007: Zabijanie Gomułki Pilch Jerzy, reż. Głomb Jacek, Lubuski Teatr im. Leona Kruczkowskiego, Zielona Góra; rola: Arcymajster Swaczyna
- 2007: Trójkąt Anna Bednarska, reż. Szymon Turkiewicz, Teatr Zakład Krawiecki, Wrocław
- 2008: Wizyta starszej pani Friedrich Dürrenmatt, reż. Robert Czechowski, Lubuski Teatr im. Leona Kruczkowskiego, Zielona Góra;  rola: Syn Illa
- 2008: Kształt rzeczy Neil LaBute, reż. Szymon Kuśmider, Lubuski Teatr im. Leona Kruczkowskiego, Zielona Góra; rola: Adam
- 2009: Koci koci łapci Jakub i Wilhelm Grimm, reż. Marek Sitarski, Lubuski Teatr im. Leona Kruczkowskiego, Zielona Góra, rola: Karczmarz
- 2009: Kaspar Hauser Jakob Wassermann, Lubuski Teatr im. Leona Kruczkowskiego, Zielona Góra; rola: Masażysta
- 2009: Palę Rosję! - opowieść syberyjska Krzysztof Kopka, reż. Jacek Głomb, Teatr im. Heleny Modrzejewskiej, Legnica; rola: Mydełko
- 2010: Pracapospolita, czyli tacy sami Katarzyna Dworak-Wolak, Paweł Wolak, reż. Katarzyna Dworak, Paweł Wolak, Teatr im. Heleny Modrzejewskiej, Legnica; rola: Robert
- 2010: Czas terroru Stefan Żeromski, reż. Lech Raczak, Teatr im. Heleny Modrzejewskiej, Legnica; rola: Dan
- 2010: Niekończąca się opowieść Michael Ende, Teatr im. Heleny Modrzejewskiej, Legnica; rola: Karol Konrad Koreander, Pająk
- 2010: Pierwsza komunia Paweł Kamza, reż. Paweł Kamza, Teatr im. Heleny Modrzejewskiej, Legnica; rola: Eugeniusz
- 2010: Śpiewać każdy może Jonasz Kofta, Teatr im. Heleny Modrzejewskiej, Legnica
- 2011: III Furie Magda Fertacz, Małgorzata Sikorska-Miszczuk, Sylwia Chutnik, reż. Marcin Liber, Teatr im. Heleny Modrzejewskiej, Legnica; rola: SS-man/Ksiądz/Kolejarz/Kobieta 2
- 2011: Zrozumieć H. Paweł Palcat, reż. Paweł Palcat, Teatr im. Heleny Modrzejewskiej, Legnica
- 2011: Kochankowie z Werony William Shakespeare, reż. Jacek Głomb, Teatr im. Heleny Modrzejewskiej, Legnica; rola: Capuletti
- 2011: Orkiestra Krzysztof Kopka, reż. Jacek Głomb, Teatr im. Heleny Modrzejewskiej, Legnica; rola: Tolo
- 2012: Inny chłopiec Willy Russell, reż. Paweł Palcat, Teatr im. Heleny Modrzejewskiej, Legnica; rola: Twinky
- 2012: Iwanow Antoni Czechow, reż. Linas Marijus Zaikauskas, Teatr im. Heleny Modrzejewskiej, Legnica; rola: Mikołaj Aleksiejewicz Iwanow
- 2012: Komedia obozowa Roy Kift, reż. Łukasz Czuj, Teatr im. Heleny Modrzejewskiej, Legnica; rola: Marti
- 2012: Historia o Miłosiernej, czyli Testament psa Ariano Suassuna, reż. Piotr Cieplak, Teatr im. Heleny Modrzejewskiej, Legnica; rola: Jezus
- 2013: Matka Joanna od Aniołów Jarosław Iwaszkiewicz, reż. Piotr Tomaszuk, Teatr im. Heleny Modrzejewskiej, Legnica; rola: Ksiądz Ignacy, Cadyk Reb Isze z Zabłudowa
- 2013: Madonna, Księżyc i pies Rolf Bauerdick, reż. Lech Raczak, Teatr im. Heleny Modrzejewskiej, Legnica; rola: Istvan Kallay
- 2013: Zabijanie Gomułki Jerzy Pilch, reż. Jacek Głomb, Teatr im. Heleny Modrzejewskiej, Legnica; rola: Arcymajster Swaczyna
- 2013: Droga śliska od traw. Jak to diabeł wsią się przeszedł Katarzyna Dworak-Wolak, Paweł Wolak, reż. Paweł Wolak, Katarzyna Dworak, Teatr im. Heleny Modrzejewskiej, Legnica; rola: Ksiądz
- 2014: Wesołe miasteczko Julian Tuwim, Teatr im. Heleny Modrzejewskiej, Legnica; rola: Dziennikarz
- 2014: Ożenek Mikołaj Gogol, reż. Piotr Cieplak, Teatr im. Heleny Modrzejewskiej, Legnica
- 2014: Człowiek na moście Robert Urbański, reż. Jacek Głomb, Teatr im. Heleny Modrzejewskiej, Legnica; rola: Gienek, Poseł generała Mansfelda
- 2015: Konferencja ptaków Jean-Claude Carrière, Peter Brook, reż. Ondrej Spišák, Teatr im. Heleny Modrzejewskiej, Legnica; rola: Paw, Żebrak, Król, Derwisz, Chodzący Ptak, Gracz
- 2015: Iliada. Wojna Alessandro Baricco, reż. Łukasz Kos, Teatr im. Heleny Modrzejewskiej, Legnica; rola: Hektor
- 2015: Car Samozwaniec, czyli polskie na Moskwie gody Adolf Nowaczyński, reż. Jacek Głomb, Teatr im. Heleny Modrzejewskiej, Legnica; rola: Michał Piotrowicz Tatiszczew 2015: Raj wariatów August Strindberg, reż. Wawrzyniec Kostrzewski, Teatr im. Heleny Modrzejewskiej, Legnica; rola: Papież, Kapitan Cassio, Mieszkaniec Krainy Szczęśliwości
- 2016: Hymn narodowy Przemysław Wojcieszek, reż. Przemysław Wojcieszek, Teatr im. Heleny Modrzejewskiej, Legnica; rola: Michał
- 2016: Skarb wdowy Schadenfreude Robert Urbański, reż. Lech Raczak, Teatr im. Heleny Modrzejewskiej, Legnica; rola: Jurek
- 2016: Przerwana odyseja Robert Urbański, reż. Jacek Głomb, Teatr im. Heleny Modrzejewskiej, Legnica; rola: Ogrodnik
- 2016: Polowanie na Snarka, reż. Romuald Wicza-Pokojski, Teatr im. Heleny Modrzejewskiej, Legnica; rola: Andrzej/Zawodnik

- 2017: Makbet William Shakespeare, reż. Lech Raczak, Teatr im. Heleny Modrzejewskiej, Legnica; rola: Macduff
- 2017: Inwazja jaszczurów Karol Čapek, reż. Robert Talarczyk, Teatr im. Heleny Modrzejewskiej, Legnica; rola: Opiekun Płazów, Ambasador X
- 2017: Biesy Fiodor Dostojewski, reż. Jacek Głomb, Teatr im. Heleny Modrzejewskiej, Legnica; rola: Nikołaj Stawrogin
- 2018: Baśń o pięknej Parysadzie i o ptaku Bulbulezarze Bolesław Leśmian, reż. Bartosz Turzyński, Teatr im. Heleny Modrzejewskiej, Legnica; rola: Bachman
- 2018: Hamlet, książę Danii William Shakespeare, reż. Krzysztof Kopka, Teatr im. Heleny Modrzejewskiej, Legnica; rola: Klaudiusz
- 2018: Dzielni chłopcy Magdalena Drab, reż. Magda Drab, Teatr im. Heleny Modrzejewskiej, Legnica; rola: Olaf Dzięcioł
- 2018: Popiół i diament. Zagadka nieśmiertelności Małgorzata Sikorska-Miszczuk, reż. Marcin Liber, Teatr im. Heleny Modrzejewskiej, Legnica; rola: Sekretarz Drewnowski
- 2019: Portret Polaka po szkodzie - niewesoły kabaret do słów Jacka Kaczmarskiego Jacek Kaczmarski, Teatr im. Heleny Modrzejewskiej, Legnica
- 2019: Wyzwolenia Magdalena Drab, reż. Piotr Cieplak, Teatr im. Heleny Modrzejewskiej, Legnica; rola: Struna/Maska 2
- 2019: J_d_ _ _ _e. Zapominanie Artur Pałyga, reż. Paweł Passini, Teatr im. Heleny Modrzejewskiej, Legnica; rola: Kolega z pracy, Jerzy Laudański, Protokolant

- 2019: Klasyczna koprodukcja Katarzyna Knychalska, reż. Jacek Głomb, Teatr im. Heleny Modrzejewskiej, Legnica
- 2019: Psujesz trochę humor wszystkim dookoła, Teatr Zakład Krawiecki, Legnica
- 2020: Fanny i Alexander Ingmar Bergman, reż. Łukasz Kos, Teatr im. Heleny Modrzejewskiej, Legnica; rola: Aleksander
- 2020: Horyzont zdarzeń/osobliwości Magdalena Drab, reż. Piotr Ratajczak, Teatr im. Heleny Modrzejewskiej, Legnica
- 2021: Ono Magdalena Drab, reż. Piotr Ratajczak, Teatr im. Heleny Modrzejewskiej, Legnica
- 2021: Rzeź Krzysztof Kopka, reż. Jacek Głomb, Teatr im. Heleny Modrzejewskiej, Legnica; rola: Krzysztof Cedro
- 2024: Nienasyceni Jeff Gould, reż. Anita Sokołowska, Teatr Garnizon Sztuki, Warszawa; rola: Filip